# Liste der Arbeitslager in Hebei
Umerziehung durch Arbeit ist ein System von Arbeitslagern der Volksrepublik China. Diese Liste führt solche Arbeitslager in der Provinz Hebei auf.
| Name                                             | Unternehmensbezeichnung                                                     | Stadt/Kreis/Distrikt       | Dorf/Stadt      | Gründungsjahr | Bemerkungen                                                                          |
| ------------------------------------------------ | --------------------------------------------------------------------------- | -------------------------- | --------------- | ------------- | ------------------------------------------------------------------------------------ |
| Umerziehung durch Arbeit Balizhuang              |                                                                             | Baoding                    |                 |               |                                                                                      |
| Umerziehung durch Arbeit Baoding                 | Druckerei der Umerziehung durch Arbeit Baoding                              | Baoding                    |                 |               |                                                                                      |
| Umerziehung durch Arbeit Chengde                 |                                                                             | Chengde                    |                 |               |                                                                                      |
| Umerziehung durch Arbeit Handan                  |                                                                             | Handan                     |                 | 1985          | Stellt Backsteine her                                                                |
| Umerziehung durch Arbeit der Frauen Hebei        |                                                                             | Kreis Luquan               | Stadt Tongye    | 2008 im Bau   | südwestlich des Dorfes Xiliangxiang, es ist geplant, dass sie 1500 Insassen enthält. |
| Umerziehung durch Arbeit Kaiping                 | Fabrik Feuerfester Materialien Xinsheng                                     | Distrikt Kaiping, Tangshan |                 |               | Auch Umerziehung durch Arbeit Nr. 1 der Provinz genannt                              |
| Umerziehung durch Arbeit Qinhuangdao             | Maschinenfabrik Shanhaiguan                                                 | Qinhuangdao                | Shanhaiguan     |               |                                                                                      |
| Umerziehung durch Arbeit Shijiazhuang            | Porzellanemaillefabrik Zhenhua; Schuhhersteller Xinsheng Stadt Shijiazhuang | Shijiazhuang               |                 |               |                                                                                      |
| Umerziehung durch Arbeit der Frauen Shijiazhuang |                                                                             | Shijiazhuang               | Zhaolingpu      |               |                                                                                      |
| Umerziehung durch Arbeit Tangshan                |                                                                             | Tangshan                   | Distrikt Lu'nan |               | Auch Umerziehung durch Arbeit Hehuakeng genannt                                      |
| Umerziehung durch Arbeit Wanzhuang               |                                                                             | Langfang                   |                 |               |                                                                                      |
| Umerziehung durch Arbeit Xingtai                 |                                                                             | Xingtai                    |                 |               |                                                                                      |
| Umerziehung durch Arbeit Zhangjiakou             |                                                                             | Zhangjiakou                |                 |               |                                                                                      |

## Quelle
- Laogai Handbook (2007–2008). (PDF; 3,5 MB) The Laogai Research Foundation, 2008, abgerufen am 10. Januar 2011.